# Pliocardia indica
Pliocardia indica is een tweekleppigensoort uit de familie van de Vesicomyidae. De wetenschappelijke naam van de soort is voor het eerst geldig gepubliceerd in 1904 door E. A. Smith.